# Metacnephia villosa
Metacnephia villosa is een muggensoort uit de familie van de kriebelmuggen (Simuliidae). De wetenschappelijke naam van de soort is voor het eerst geldig gepubliceerd in 1960 door DeFoliart and Peterson.